# Grace Clinton
Grace Clinton (ur. 31 marca 2003 w Liverpool) – angielska piłkarka, występująca na pozycji pomocniczki w angielskim klubie Manchester United W.F.C. oraz w reprezentacji Anglii. Uczestniczka Mistrzostw Europy 2025.

## Statystyki

### Klubowe
Na podstawie:
| Klub                     | Sezonów | Liga                    | Liga  | Liga   | Puchar krajowy | Puchar krajowy | Kontynentalne | Kontynentalne | Suma  | Suma   |
| Klub                     | Sezonów | Liga                    | Mecze | Bramki | Mecze          | Bramki         | Mecze         | Bramki        | Mecze | Bramki |
| ------------------------ | ------- | ----------------------- | ----- | ------ | -------------- | -------------- | ------------- | ------------- | ----- | ------ |
| Everton F.C.             | 2       | FA Women's Super League | 14    | 0      | 7              | 1              | –             | –             | 24    | 1      |
| Manchester United W.F.C. | 1       | FA Women's Super League | 21    | 8      | 7              | 1              | –             | –             | 28    | 9      |
| Bristol City W.F.C.      | 1       | FA Women's Super League | 12    | 6      | 3              | 0              | –             | –             | 15    | 6      |
| Tottenham Hotspur F.C.   | 1       | FA Women's Super League | 8     | 2      | 7              | 1              | –             | –             | 15    | 3      |
|                          | Łącznie | Łącznie                 | 51    | 12     | 24             | 3              | 0             | 0             | 75    | 15     |

### Reprezentacyjne
Na podstawie:
| Mecze i gole w reprezentacji podczas Mistrzostw Europy 2025 | Mecze i gole w reprezentacji podczas Mistrzostw Europy 2025 | Mecze i gole w reprezentacji podczas Mistrzostw Europy 2025 | Mecze i gole w reprezentacji podczas Mistrzostw Europy 2025 | Mecze i gole w reprezentacji podczas Mistrzostw Europy 2025 | Mecze i gole w reprezentacji podczas Mistrzostw Europy 2025 | Mecze i gole w reprezentacji podczas Mistrzostw Europy 2025 | Mecze i gole w reprezentacji podczas Mistrzostw Europy 2025 |
| Lp.                                                         | Data                                                        | Miasto                                                      | Przeciwnik                                                  | Wynik                                                       | Gole                                                        | Inne                                                        | Faza rozgrywek                                              |
| ----------------------------------------------------------- | ----------------------------------------------------------- | ----------------------------------------------------------- | ----------------------------------------------------------- | ----------------------------------------------------------- | ----------------------------------------------------------- | ----------------------------------------------------------- | ----------------------------------------------------------- |
| 1.                                                          | 05.07.2025                                                  | Zurych                                                      | Francja                                                     | 1:2 (0:2)                                                   |                                                             |                                                             | Faza grupowa                                                |
| 2.                                                          | 09.07.2025                                                  | Zurych                                                      | Holandia                                                    | 4:0 (2:0)                                                   |                                                             |                                                             | Faza grupowa                                                |
| 3.                                                          | 17.07.2025                                                  | Zurych                                                      | Szwecja                                                     | 2:2 (k.3:2)                                                 |                                                             |                                                             | Ćwierćfinał                                                 |
| 4.                                                          | 22.07.2025                                                  | Genewa                                                      | Włochy                                                      | 2:1 (0:1)                                                   |                                                             |                                                             | Półfinał                                                    |
| 5.                                                          | 27.07.2025                                                  | Bazylea                                                     | Hiszpania                                                   | 1:1 (k.3:1)                                                 |                                                             |                                                             | Finał                                                       |

## Sukcesy
Na podstawie:

### Reprezentacyjne
- Mistrzyni Europy 2025